# Putanges-le-Lac
Putanges-le-Lac es una comuna nueva francesa situada en el departamento de Orne, de la región de Normandía.

## Historia
Fue creada el 1 de enero de 2016, en aplicación de una resolución del prefecto de Orne de 26 de noviembre de 2015 con la unión de las comunas de Chênedouit, La Forêt-Auvray, La Fresnaye-au-Sauvage, Les Rotours, Ménil-Jean, Putanges-Pont-Écrepin, Rabodanges, Saint-Aubert-sur-Orne y Sainte-Croix-sur-Orne, pasando a estar el ayuntamiento en la antigua comuna de Putanges-Pont-Écrepin.

## Demografía
| Gráfica de evolución demográfica de Putanges-le-Lac entre 1800 y 2013 |
|                                                                       |

Los datos entre 1800 y 2013 son el resultado de sumar los parciales de las nueve comunas que forman la nueva comuna de Putanges-le-Lac, cuyos datos se han cogido de 1800 a 1999, para las comunas de Chênedouit, La Forêt-Auvray, La Fresnaye-au-Sauvage, Les Rotours Ménil-Jean, Putanges-Pont-Écrepin, Rabodanges, Saint-Aubert-sur-Orne y Sainte-Croix-sur-Orne de la página francesa EHESS/Cassini. Los demás datos se han cogido de la página del INSEE.

## Composición
| Comuna delegada        | Código INSEE | Población (2013) | Superficie (km²) | Densidad (hab./km²) |
| ---------------------- | ------------ | ---------------- | ---------------- | ------------------- |
| Chênedouit             | 61106        | 164              | 8.93             | 18                  |
| La Forêt-Auvray        | 61174        | 179              | 10.96            | 16                  |
| La Fresnaye-au-Sauvage | 61179        | 220              | 11.98            | 18                  |
| Les Rotours            | 61354        | 117              | 5.06             | 23                  |
| Ménil-Jean             | 61270        | 127              | 7.04             | 18                  |
| Putanges-Pont-Écrepin  | 61339        | 1036             | 10.12            | 102                 |
| Rabodanges             | 61340        | 144              | 9.32             | 15                  |
| Saint-Aubert-sur-Orne  | 61364        | 108              | 9.69             | 11                  |
| Sainte-Croix-sur-Orne  | 61378        | 74               | 3.81             | 19                  |